# Touch Me (Smash)
Touch Me je původní píseň představená v osmé epizodě první série amerického muzikálového televizního seriálu Smash s názvem The Coup. Píseň složili Ryan Tedder a Bonnie McKee. Tedder i v epizodě vystupuje a hraje sám sebe.
V tomto díle má muzikál o Marilyn Monroe s názvem Bombshell problémy, proto se režisér Derek Wills (Jack Davenport) a producentka Eileen Rand (Anjelica Huston) dohodnou, že zkusí muzikál vést jiným směrem (aniž by o tom předem řekli skladatelské dvojici Tomovi Levittovi (Christian Borle) a Julii Houston (Debra Messing) a Derek najme Karen Cartwright (Katharine McPhee), aby mu pomohla. Přijme Teddera, aby napsal píseň, která ukazuje více současnější a podrážděnější stranu Marilyn Monroe a Karen s pomocí tanečníku a Teddera a jeho skupiny zpívá píseň před Tomem a Juliou, na posteli zabalená v prostěradle, zatímco tanečníci kolem ní představují paparazzi.
Píseň je dostupná na albu The Music of Smash.
K 9. květnu 2012 se prodalo 18 000 digitálních kopií této písně.

## Umístění v hitparádách
| Žebříček                            | Nejvyšší pozice |
| ----------------------------------- | --------------- |
| US Hot Dance Club Songs (Billboard) | 4               |

## Datum vydání
| Oblast                 | Datum          | Formát                       | Vydavatelství    |
| ---------------------- | -------------- | ---------------------------- | ---------------- |
| Spojené státy americké | 1. května 2012 | Ke stažení - digitální album | Columbia Records |